# Obstrucionismo
Obstrucionismo (em inglês é chamado de Filibuster) é um termo utilizado em ciência política para designar a prática de criar obstáculos e empecilhos de maneira sistemática para retardar ou impedir a aprovação de uma lei em um parlamento. Normalmente, o obstrucionismo é uma arma de grupos minoritários que não têm representantes suficientes para barrar totalmente a ação da maioria. Em sistemas presidencialistas, o obstrucionismo também pode ser usado por parlamentares alinhados ao Poder Executivo com o fim de obter vantagens, lícitas ou ilícitas.
O obstrucionismo é denominado técnico quando usa ferramentas regimentais para postergar a votação de uma proposição (projeto de lei, confirmação de medida provisória etc.).  